# Митфорд, Руперт, 6-й барон Ридсдейл
Руперт Бертрам Митфорд, 6-й барон Ридсдейл, барон Митфорд (англ. Rupert Bertram Mitford, 6th Baron Redesdale; родился 18 июля 1967 года) — британский наследственный пэр, политик-либерал-демократ и член известной семьи Митфорд.

## Биография
Родился 18 июля 1967 года. Единственный сын Клемента Митфорда, 5-го барона Ридсдейла (1932—1991), и Сары Джорджины Крэнстоун Тодд.
Руперт Митфорд получил образование в аббатстве Милтон и школе Хайгейт, а затем поступил в Университет Ньюкасла, где получил степень бакалавра.
В 1991 году он сменил своего отца на посту 6-го барона Ридсдейла из Ридсдейла в графстве Нортумберленд.
После отмены автоматического права наследственных пэров на место в парламенте Законом Палаты лордов 1999 года либерал-демократы воспользовались предложением Нового лейбористского правительства о возвращении некоторых из их наследственных пэров в Палату в качестве работающих пэров. Руперт Митфорд был создан пожизненным пэром 18 апреля 2000 года как барон Митфорд из Ридсдейла в графстве Нортумберленд . В возрасте 32 лет он был самым молодым человеком, когда-либо получавшим пожизненное пэрство. По соглашению, Палата лордов относится к пэрам, имеющим несколько титулов, в зависимости от того, кто старше по пэрству. Таким образом, Митфорд известен в Палате лордов как лорд Ридсдейл.
Он является двоюродным братом одной из знаменитых сестер Митфорд, дочерей 2-го барона Ридсдейла. Младшая из сестер, Дебора, герцогиня Девонширская, вместе со своим мужем, 11-м герцогом, активно участвовала в Социал-демократической партии. Позднее он объединился с Либеральной партией и стал Либеральными демократами, от которых барон Ридсдейл заседает в Палате лордов.

## Карьера
Барон Ридсдейл выступал по различным вопросам от имени парламентской партии либеральных демократов, таким как окружающая среда, международное развитие и наука и техника. Он является покровителем различных обществ, в том числе поощряемого его коллегами по парламенту, а именно Партнерства по защите красной белки, которое выступает за строгий контроль над популяцией серой белки, чтобы увеличить шансы на выживание красной белки.
Лорд Ридсдейл был энергетическим представителем либеральных демократов в Палате лордов в 2000—2008 годах. В 2009 году он основал Ассоциацию анаэробного сбраживания и биогаза.
Руперт Митфорд в настоящее время является генеральным директором Ассоциации управления углеродом и Ассоциации энергетических менеджеров. С 2012 года барон Ридсдейл является председателем-основателем Ассоциации углеродного менеджмента и Ассоциации энергетических менеджеров.
В ноябре 2013 года он вместе с Джейсоном Фрэнксом (ранее работавшим в отделе Daily Mail и General Trust events) основал компанию Heelec, которая запустила выставку Energy Management Exhibition (EMEX). Шоу привлекает более 4500 профессионалов из 25 000 — большого сообщества Ассоциации энергетических менеджеров.

## Личная жизнь
10 октября 1998 года барон Ридсдейл женился на Хелен Шипси, дочери Дэвида Шипси. Лорд Ридсдейл живет со своей женой Хелен, леди Ридсдейл, которая является адвокатом, и четырьмя детьми недалеко от Тафнелл-парка, северный Лондон, а также в Нортумберленде.
Наследником титула является достопочтенный Бертрам Дэвид Митфорд, родившийся 29 мая 2000 года. Остальные трое его детей — достопочтенная Клементина Митфорд, достопочтенная Амелия Митфорд и достопочтенный Эдвард (Тедди) Митфорд.
Лорд Ридсдейл является пожизненным болельщиком ФК «Арсенал».